# Sahar Khalifeh
Sahar Khalifeh (arabisch سحر خليفة, DMG Saḥar Ḫalīfa; * 1. September 1942 in Nablus) ist eine palästinensische Schriftstellerin.

## Leben
Ihr Universitätsstudium in Anglistik belegte Khalifeh in der Universität Bir Zait. Danach studierte sie durch das Fulbright-Programm an der University of North Carolina at Chapel Hill, und ihr Doktorat in Frauenforschung machte sie an der University of Iowa, bevor sie 1988 nach Palästina zurückkehrte.

In den palästinensischen Autonomiegebieten war inzwischen in Erste Intifada ausgebrochen, und sie gründete in Nablus das „Women’s Affairs Center“ (WAC).
Inzwischen lebt Sahar Khalifeh in Jordanien und in den palästinensischen Autonomiegebieten und pendelt zwischen den Städten Amman und Nablus; sie ist Mutter von zwei Töchtern.

## Werke
- 1969 – Nach der Niederlage; das Manuskript wurde von den Israelis beim Grenzübertritt beschlagnahmt.[3]
- 1971 – Wir sind nicht mehr eure Sklavinnen[3]
- 1976 – Der Feigenkaktus (auf Deutsch: 1980, 1983 und 2002): Der Hintergrund ist die israelische Besatzung, und es stellt sich die Frage, ob man im Land bleiben soll und mit dem Besatzer kooperieren soll.[4]
- 1980 – Die Sonnenblume (auf Deutsch: 1982 und 2003): Auch hier beschäftigt sich die Autorin mit den gleichen Fragen.[5]
- 1986 – Erinnerungen einer unrealistischen Frau (auf Deutsch: 1988)
- 1990 – Das Tor zum Feld (auf Deutsch: 1992): Khalifeh vergleicht den palästinensischen Kampf um Befreiung mit dem Kampf der Frauen um Befreiung.[6]
- 1997 – Das Erbe (auf Deutsch: 2000): Dieser Roman ist eine radikale Abrechnung mit den Oslo-Abkommen, die später zur Zweiten Intifada führten. Sena, die Erzählerin im Roman, ist die Tochter eines Palästinensers, der in die USA ausgewandert ist. Wegen einer vorzeitigen Schwangerschaft vom Vater verstoßen, lernt sie früh, auf eigenen Beinen zu stehen, und macht eine akademische Karriere. Zugleich sehnt sie sich nach der emotionalen Geborgenheit, die sie in der Familie des Vaters erfuhr. Als der Vater, mittlerweile nach Palästina zurückgekehrt, im Sterben liegt, besucht sie zum ersten Mal das Land ihrer Vorfahren und wird Zeugin der abenteuerlichsten familiären Verwicklungen im Streit um das Erbe.[7]
- 2002 – Bild, Ikone und Altes Testament (auf Deutsch: 2004)
- 2004 – Heißer Frühling (auf Deutsch: 2008)
- 2010 – Erste Liebe